# 山口キヨヒロ
山口 キヨヒロ（やまぐち キヨヒロ、1981年5月19日 - ）は、日本の俳優、声優。東京都出身。エスエスピー所属。旧芸名：山口 清裕（読み同じ）。

## 来歴
小学2年生の時の学芸会で『どろぼうがっこう』を元に書き起こした芝居をしていたことがきっかけで役者を目指した。
加藤健一事務所・俳優教室15期生、Doa The・声優塾出身。
以前はDoaプロダクション（ - 2010年3月）、シグマ・セブンe（2010年4月 - 2011年6月）、フェザードに所属していた
。2019年12月1日よりエスエスピー所属。

## 人物
趣味はカードゲーム、模型製作、映画鑑賞、バドミントン。特技は自転車整備、一人芝居、商品陳列、餃子を焼く。
父は声優の山口健。キヨヒロは父・健が声優として活動していたことを意識したのは父・健が演じていた『戦え!超ロボット生命体トランスフォーマー2010』のブラー役の早口を聞いていた時だったという。健の死後は、彼の持ち役である『それいけ!アンパンマン』のアリンコキッド役や『金色のガッシュベル!!』の細川役を引き継いでいる。
弟がいる。

## 出演
太字はメインキャラクター。

### テレビアニメ
2004年
- Wind -a breath of heart-（プロメテウス）

2005年
- あかほり外道アワーらぶげ（賢の先生）
- BLEACH（ボババ〜2、ロン毛不良）

2006年
- ラブゲッCHU 〜ミラクル声優白書〜（記者B）

2007年
- ケンコー全裸系水泳部 ウミショー（ドクター我那覇 他）
- ご愁傷さま二ノ宮くん（男子生徒3）

2009年
- 東京マグニチュード8.0（東京レスキュー隊）

2012年
- 未来日記（礼佑の父）
- 氷菓（男子生徒）

2014年
- 名探偵コナン（アナウンサー）

2015年
- それいけ!アンパンマン（2015年 - 2023年、アリンコキッド〈2代目〉、町の人、イヌの旅人）

2016年
- 銀河機攻隊 マジェスティックプリンス（チームオッターリーダー）
- ツキウタ。 THE ANIMATION（記者A）
- にゃんぼー!（シロクロ）

2017年
- アクションヒロイン チアフルーツ（観客）
- DYNAMIC CHORD（記者）

2018年
- うちのウッチョパス（ヤンス）
- 魔法少女 俺（会場スタッフ）

2019年
- 約束のネバーランド（鬼A）

2022年
- 賢者の弟子を名乗る賢者（戦闘軍団長）

### 劇場アニメ
- HELLS ANGELS（2008年、スパイク、生徒たち）
- それいけ!アンパンマン ミージャと魔法のランプ（2015年、アリンコキッド）
- 氷川丸ものがたり（2015年、森本誠一[20]）
- GAMBA ガンバと仲間たち（2015年、バーテン）
- 怪盗クイーンはサーカスがお好き（2022年、大石）

### OVA
- ドグラ・マグラ（2012年、甘粕藤汰）
- それいけ!アンパンマン ハッピーおたんじょうびシリーズ 3月生まれ（2015年、アリンコキッド）

### Webアニメ
- 君に届け 3RD SEASON（2024年、ツル、藤本隼也）

### ゲーム
2000年
- 夢のつばさ（秋水和也）

2002年
- すべてがFになる（畑中英治）

2007年
- SDガンダム GGENERATION SPIRITS
- Halo 3

2018年
- パーフェクトミッション
- ラピス・リ・アビス（プレイアブルキャラクターボイス）

2019年
- 殺人探偵ジャック・ザ・リッパー（切り裂きジャック）

2024年
- 金色のガッシュベル!! 永遠の絆の仲間たち（細川）

### ドラマCD
- アパシー 学校であった怖い話（日野貞夫）
- 可愛いひと。8（男子生徒）
- コーリング・ユー 〜シャルル&ハルキシリーズ（コンシェルジュ）
- SASRA 2（観客）
- チョコレート・キス（杉田）
- ハッピーエンドな恋をしよう（親戚）
- ブレックファーストクラブ3
- 蜜×蜜ドロップス
- 胸さわぎのラビリンス（クラスメイト）
- ヤンデレ彼女（男子生徒A）
- 勇星戦隊☆ジンレンジャー（ナジル・バトー）[25]（コミックマーケット84とメロンブックスにて販売）

### デジタルコミック
- Beeマンガ ビー・バップ・ハイスクール（兼子信雄）

### 吹き替え
- グルメ探偵 ネロ・ウルフ（カメムシ・カエル）
- ザ!世界仰天ニュース（再現ドラマ中吹き替え）
- MrBeast ( カール・ジェイコブス)

### テレビドラマ
- 火曜サスペンス劇場 当番弁護士2

### 映画
- 昆虫探偵ヨシダヨシミ（声の出演）

### 特撮
- 忍風戦隊ハリケンジャー

### 舞台
- 舞台公演チーム「知識の墓場」公演作品
  - 第1回 つばさ
  - 第2回 橋/カウントスリー・アンド・シュート
  - 第3回 約三十年の嘘
- シアタージャパン公演「ホルストメール」（2006年、ミハイル）
- FREEMAN第一回旗揚げ解散公演「エムズスタイル」（2008年、学生）
- 劇団6番シード公演「賊」（2008年、公家さほほ）
- 神々のいたずらPRESENTS公演「敏腕組」（2009年、キヨ）
- 劇団東京都鈴木区「TOKYO RADIO CLUB！」（2010年12月3日-5日、[遊空間がざびぃ]）
- 劇団東京都鈴木区「弁護士バイロン」（2011年7月28日-31日、[遊空間がざびぃ]）
- 劇団海賊ハイジャック第13回本航演「B4 paper books2」(2012年2月3日-12日、サンモールスタジオ)
- エムズ・スタイルーユニバァァァース！ー(2012年5月26日-27日、座・高円寺2)
- 劇団東京都鈴木区「ヒーロー ア ゴーゴー!」（2012年6月20日-24日、シアターKASSAI）
- 劇舎「ミステリー作家の憂鬱〜元名探偵最後の告白〜」（2012年9月28日-30日、d-倉庫）
- 劇団東京都鈴木区「ヒーロー ア ゴーゴー!【再演】」（2013年3月13日-17日、19日-24日シアターKASSAI）
- 劇団海賊ハイジャック第15回記念航演「不思議の国のアリスより」

「Rabbits Rash Rapidly〜奇妙などっかのウサギ〜」(2013年6月20日、22日-24日、27日-7月1日、サンモールスタジオ）
- 劇団東京都鈴木区「いるわけないしっ!」（2013年11月1日-4日、[遊空間がざびぃ]）

### その他コンテンツ
- ゴルフダイジェスト・オンライン速報（ナレーション）
- テレビCM 日産シルフィ
- BIGLOBEWebCM（ナレーション）
- 師匠シリーズ　言霊堂（山下）[26]